# Joachimsthal (Barnim)
Joachimsthal település Németországban, azon belül Brandenburgban. Lakosainak száma 3430 fő (2023. december 31.).

## Népesség
A település népességének változása:
| Lakosok száma | 3373 | 3419 | 3388 | 3446 | 3430 |
|               | 2017 | 2019 | 2021 | 2022 | 2023 |